# 凯文·菲利普斯
奇雲·馬克·菲臘斯（英語：Kevin Mark Phillips，1973年7月25日—）出生於英格蘭東部赫特福德郡小鎮希钦（Hitchin），是英格蘭前職業足球員，場上司職前鋒，退役後擔任教練工作。
菲臘斯擁有新特蘭戰後最高的入球紀錄，在232場比賽共射入128球，以30球成為1999/2000年球季英格蘭超級聯賽神射手，更獲得同年的歐洲金靴獎。菲臘斯亦曾效力屈福特、修咸頓及阿士東維拉。
菲臘斯出身修咸頓青訓系統但未獲簽約，因為身形欠佳不能當前鋒，在非聯賽球隊波迪克鎮（Baldock Town）展開其職業足球事業時只能出任右閘。這名短髮球員最終憑敏銳的射門觸覺而成為出色的前鋒，在新特蘭時以伙拍「長人」昆尼（Niall Quinn）而著名，但菲臘斯在不同的球隊與不同類型的前鋒搭配亦有不錯的效果。

## 球會

### 早年
菲臘斯在修咸頓青年軍接受訓練，曾訓練出舒利亞及拿鐵斯等著名前鋒的青年軍教練戴夫·梅林顿（Dave Merrington）認定身材矮小的菲臘斯不適合當前鋒，經常安排他踢右閘位置，最後提議當時的領隊克里斯·尼科尔（Chris Nicholl）放棄菲臘斯。
菲臘斯被棄用後，隨即被當地半職業球隊波迪克鎮（Baldock Town）選中，司職右閘，但他的控球技巧及進攻意識迅即獲得注意，球隊將菲臘斯調任前鋒。菲臘斯的入球將波廸克鎮帶到聯賽榜的前列位置，而在如足總錦標等盃賽亦獲得不俗的成績。菲臘斯優異的演出使他獲得機會加盟聯賽球隊屈福特。

### 屈福特
1994/95年度菲臘斯獲得屈福特的領隊賞識，於1994年12月19日以1萬英鎊收購菲臘斯，由於陣內傷兵滿營，菲臘斯獲機上陣，並以其入球能力而獲認同。
翌季（1995/96年）屈福特雖然在榜末掙扎，但菲臘斯表現出色，不幸季末因腳傷而休戰長達1年。當他復出時屈福特已降級到乙組〈第三級〉，位處中游。菲臘斯原本與乔治·伯利（George Burley）洽妥私人條件，準備加盟葉士域治，但因高達25萬英鎊的轉會費而拉倒。稍後菲臘斯在短時間內射入4球，包括對布里斯托城的帽子戲法，但直到球季完結，菲臘斯再沒有取得入球。季後以更高的60萬英鎊轉會費加盟新特蘭。

### 新特蘭
菲臘斯在1997年夏季與葉士域治的轉會交易接近完成，但葉士域治拒絕支付額外的5萬英鎊而取消交易。新特蘭隨即介入，先付35萬英鎊以獲得菲臘斯投效，加出場次數及球隊成績等附加條款令最終轉會費可超越60萬英鎊。菲臘斯在新特蘭與愛爾蘭長人昆尼（Niall Quinn）組成一高一矮而有極高效率的攻擊拍檔，菲臘斯停不了的入球使他成為新特蘭日後升級超級聯賽獲得好成績的風雲人物。他的表現更贏得「超級奇夫」（Super Kev）的綽號。
新球季首場比賽因菲臘斯在上季季尾在舊球隊屈福特領紅牌而跨季停賽，初期球隊需掙扎以獲取好成績，新加盟的菲臘斯亦因輕微的傷患而影響表現，但由1997年12月13日對西布朗到1998年1月17日對曼城連續7場比賽有入球，包括足總盃第三圈對洛達咸的「四喜臨門」。4月25日主場3-0擊敗史篤城，菲臘斯成為新特蘭自（Brian Clough）後首名一季射入超過30球的球員。新特蘭在甲組聯賽《第二級》僅以1分之微不敵米杜士堡而失去自動升級席位，季後升級附加賽準決賽對錫菲聯，菲臘斯在次回合主場射入一球，協助球隊兩回合累計3-2晉級決賽。5月25日附加賽決賽對查爾頓，菲臘斯在下半場58分鐘射入協助新特蘭反超前2-1，但在稍後因傷退下火線，雙方加時後踢成4-4平手，十二碼查爾頓險勝7-6，新特蘭錯失升級機會，菲臘斯其後形容該場決賽為「在足球最失望的一日」。總計菲臘斯在新特蘭首季共射入35球。
1998/99年開季菲臘斯狀態大勇，到9月中已射入8球，協助新特蘭爬升到聯賽榜首位，但1998年9月15日聯賽盃對切斯特城，菲臘斯雖然射入一球協助新特蘭3-0獲勝，但下半場初弄傷腳趾導致需休戰接近4個月。菲臘斯的缺陣對爭取升級的新特蘭是個嚴重的打擊，但隊友齊心協力，在下場聯賽7-0狂數牛津联。菲臘斯直到1999年1月9日才復出作客昆士柏流浪，一記遠射打開紀錄，最終2-2平手。菲臘斯仍需時間恢復傷前的狀態，在4場比賽交白卷後重拾射門鞋。到4月新特蘭已確保升級資格，4月13日作客伯利以5-2大勝，菲臘斯再度「四喜臨門」。菲臘斯的入球能力使他首次獲召加入國家隊，作客出戰匈牙利。球季結束，新特蘭以105分奪得聯賽冠軍，順利升上超級聯賽，菲臘斯在26場聯賽射入23球，全部比賽合計射入25球。
新特蘭雖然以破紀錄的高分升級，但季前大部分預測仍然抱懷疑的態度，預計新特蘭將在頂級聯賽中掙扎求存。新特蘭在東北部死敵紐卡素的球迷更在他們的球迷雜誌「The Mag」列舉多項理由預測新特蘭將在季後降級，其中部分採納名宿及球評家罗德尼·玛什（Rodney Marsh）的論點，認定菲臘斯「千辛萬苦也入不到6球」。這些言論激發菲臘斯的鬥志，回應馬殊的評論，菲臘斯在9月中已射入6球，1月中20球，季尾更達到30球，對一名數年前尚在非聯賽球隊效力的前鋒來說，是一個豐盛回報的球季。1999年8月10日菲臘斯在主場2-0擊敗舊球會屈福特包辦兩球，展開其超級聯賽入球序幕。8月25日「東北打吡」作客紐卡素，下半場射入一球協助新特蘭2-1反勝紐卡素。9月18日在大勝打比郡5-0一役連中三元。菲臘斯其中一個金球是在12月4日主場4-1擊敗車路士離門30碼的一個「半窩利」（half-volley）入球。2000年2月5日主場再戰紐卡素，新特蘭先落後兩球，菲臘斯連追兩球，雙方各二平手，在「東北打吡」新特蘭一勝一和稍佔先機，菲臘斯兩場射入3球。球季結束，新特蘭排於聯賽榜第7位，壓倒同是來自東北部的紐卡素（第11位）及米杜士堡（第12位）。菲臘斯的第30個入球在5月6日聯賽最後一場主場對韋斯咸時取得，入球全部在聯賽中射入，使他成為1999/2000年超級聯賽神射手及歐洲金靴獎的得主，直到2008/09赛季结束為止，菲臘斯仍是唯一一名英格蘭球員獲得歐洲金靴獎的榮譽。
2000/01年球季是菲臘斯鞏固其射手地位的一季，在聯賽中交出14個入球，協助新特蘭連續兩年在超級聯賽獲得第7位。菲臘斯在場中除入球外，需要兼顧傳球及助攻，第二季開始被對方防守球員視為頭號監察目標，入球變得更困難。菲臘斯在2000年拆禮物日作客對巴拉福特大演帽子戲法後狀態大跌，加上昆尼經常因傷缺陣，有兩個月完全沒有入球，直到2001年5月5日對查爾頓才以一球「窩利」（volley）打破悶局，再在5月19日聯賽最後一場作客2-2賽和愛華頓包辦兩個入球。總計全季在各項比賽共射入18球。
菲臘斯在渡過兩個令人失望的球季後才離開新特蘭。2001/02年球季開季菲臘斯尚可保持狀態，2002年元旦對阿士東維拉射失其連續第三個十二碼後，菲臘斯決定放棄擔任「劊子手」。季尾最後一場菲臘斯在主場射入一球，1-1賽和打比郡，而葉士域治在同時舉行的比賽以0-5大敗給利物浦，新特蘭才排在榜末安全線上的第17位，倖免降級。總結菲臘斯整季共射入13球，因不滿現狀，曾在季中傳聞要求轉會。
由於上季成績差劣，領隊彼得·里德（Peter Reid）承諾在夏天增強實力，但沒有實現，而剛動手術復出的菲臘斯更於季前熱身賽對皇家安特卫普及西維爾時連番受傷。直到8月30日轉會限期關閉前列特才怱怱從格拉斯哥流浪收購費奧，代替轉任球員兼教練的昆尼的位置，同時在葉士域治購入马库斯·斯图尔特（Marcus Stewart），兩人身價合共1,000萬英鎊，對新特蘭的財政做成沉重的壓力。8月31日憑處子登場的費奧的入球主場1-1逼和曼聯後，菲臘斯需要接受疝氣手術而休戰6周。在菲臘斯缺陣時，新特蘭經歷五連敗，領隊彼得·列特在10月7日被撤職，由侯活·韋健遜（Howard Wilkinson）接任。韋健遜質疑新特蘭球員的體力，惟獨對菲臘斯稱讚有加。昆尼終於在11月10日因長期背傷宣佈掛靴，結束與菲臘斯的成功組合。12月9日新特蘭主場0-3負於曼城，下半場菲臘斯被換離場時拍掌及向在場球迷揮手，狀似說再見，再次帶來轉會的猜測，其後向韋健遜解釋說是感到失望的發洩。12月21日對西布朗菲臘斯包辦兩個入球將比數追平2-2，賽後韋健遜誓言會說服菲臘斯留隊。2003年3月10日在執教20場僅獲兩勝後，領隊韋健遜被解職，米克·麥卡錫走馬上任。4月11日菲臘斯透露將會在季後被負債高達3,000萬英鎊的新特蘭賣走，而麥卡菲更想儘早出售隊中有價值的球員為下季重建陣容作準備。5月11日最後一場聯賽主場0-4大敗給阿仙奴後，新特蘭只獲得4膀7和破紀錄的19分，全季只有21個入球，位列聯賽榜末，來季降級甲組〈第二級〉聯賽。菲臘斯全季只有9個入球，其中6球為聯賽入球，首次未達雙位數的入球。
季後新特蘭進行大清洗，有傳米杜士堡有意收購菲臘斯，直到7月4日仍沒有球會出價達到新特蘭要求的400萬英鎊，麥卡菲警告不會在轉會限期前大平賣。7月13日新特蘭主席鮑伯·墨瑞（Bob Murray）致電職業球員工會（Professional Footballers' Association）要求延期支薪給球員，凸顯新特蘭的財務問題嚴峻。雖然菲臘斯已獲發新球季的19號球衣，但麥卡菲預計菲臘斯即將離隊，最終於8月6日修咸頓先出價300萬英鎊，成功在8月14日以325萬英鎊將菲臘斯帶回其當初接受青訓的修咸頓。
菲臘斯不單因大量入球而獲得新特蘭支持者的崇敬，而是其全面的足球技巧，雖然身材矮小，但左右腳運用純熟，頭球了得，長程遠射更力發千鈞，在超級聯賽首季便轟入屈福特、車路士、愛華頓及錫周三的大門。同時菲臘斯並不自私，與昆尼組成國內最令人生畏的攻擊組合，兩人首三季合共攻入143個入球可見一斑。菲臘斯為新特蘭在聯賽上陣209場，射入115球，平均兩場射入超過一球。

### 修咸頓
新特蘭在2003年降級後，菲臘斯離開東北部的「黑貓」，以325萬英鎊南下加盟青年時期受訓的修咸頓，伙拍高大強悍的比亞堤在前線攻堅。8月16日首次披甲即射入一球，協助修咸頓作客2-2迫和莱斯特城，獲得領隊史特根的讚賞，而球迷更希望菲臘斯能繼承退役的拿鐵斯的7號球衣。到9月尾，菲臘斯及比亞堤合共射入8球，而修咸頓亦進佔聯賽榜第四位。重返歐洲戰場的修咸頓於9月24日在欧洲联盟杯第一圈首回合主場迎戰布加勒斯特星隊，菲臘斯射入扳平1-1，但其後作客僅負0-1，累計1-2被淘汰。9月27日主場0-1負於米杜士堡，除結束修咸頓季初不敗走勢外，菲臘斯更於完場前被罰紅牌驅逐離場，停賽3場。12月29日主場對阿仙奴僅負0-1，在比賽中菲臘斯曾踏到對方門將列文，在球證鳴笛完場後，列文用皮球擲中菲臘斯，其後菲臘斯為此被足總罰款1,000英鎊。
直到2004年1月7日再對莱斯特城時菲臘斯已連續16場沒有取得入球，而修咸頓亦三連敗，雙方0-0言和，賽後被球迷大喝倒采，史特根為菲臘斯作出辯護。1月17日主場2-1擊敗列斯聯菲臘斯才告打破入球荒，1月31日梅開二度仍不能阻止修咸頓以2-3負於曼聯。領隊史特根在3月離任，保羅·斯特羅克（Paul Sturrock）接手上場，3月27日主場1-0擊敗熱刺，菲臘斯不滿被換離場而與斯特羅克發生爭執。4月3日對狼隊時再次梅開二度，4-1作客輕勝，近10場射入8球，結果以14個入球結束首個效力修咸頓的球季，季後斯特羅克拒絕格拉斯哥流浪的收購出價，但斯特羅克自己卻在8月23日被辭退。
新球季展開，菲臘斯與修咸頓一直表現平平，直到2005年1月5日對富咸才首次梅開二度，雙方3-3平手。1月15日1-2負於紐卡素的比賽完場前因攔截罰球而弄傷膝蓋韌帶，需養傷3周。5月15日修咸頓最後一戰對曼聯1-2敗北後篤定降級，結束27年在頂級聯賽的生涯，菲臘斯整季射入13球。
季後有傳言由史特根執教的些路迪有意以70萬英鎊收購菲臘斯，但菲臘斯希望留在超級聯賽，最終選擇投效阿士東維拉。

### 阿士東維拉
2005年6月29日菲臘斯以100萬英鎊轉會費加盟阿士東維拉，簽約兩年。穿著20號球衣，菲臘斯與哥倫比亞的安祖及稍後加盟的在前線合作。2005年8月13日聯賽開鑼日，開賽僅4分鐘菲臘斯即首開紀錄，最終2-2賽和保頓。9月中對熱刺賽前熱手觸傷小腿，小休4場趕及在10月16日「伯明翰城打吡」復出，射入唯一入球，作客伯明翰城小勝1-0。但斷斷續續的膝蓋傷患使菲臘斯難於長期出任正選，11月尾做手術從膝蓋取出一塊骨頭碎片。阿士東維拉成績不佳（聯賽排第16位）及球員與球會主席對立，加上領隊大卫·奥莱利（David O'Leary）離職，由馬田·奧尼爾接任，促使整季只有5個入球的菲臘斯下堂求去。

### 西布朗
當菲臘斯在2005/06年下半球季在阿士東維拉鬱鬱不得志，即有傳聞他會回歸新近由舊拍檔昆尼（Niall Quinn）收購及帶領的新特蘭。新特蘭及西布朗同獲阿士東維拉首肯與菲臘斯商討條件，但最終菲臘斯選擇西布朗，於8月22日落實加盟，轉會費70萬英鎊，簽約兩年，菲臘斯稍後透露他在近年已三度搬家，故這次決定留下來，加盟鄰近的西布朗。2006年10月14日菲臘斯連中三元，西布朗作客5-1擊敗葉士域治。2007年2月17日在足總盃第五圈作客對米杜士堡射入扳平2-2的一球是其個人第200個入球。5月6日在球季最後一日，西布朗7-0大勝班士利，菲臘斯造出本季第二次「大三元」，整季射入19球，協助西布朗晉級季後升級附加賽。升級附加賽準決賽對同是來自黑鄉（Black Country）鄰近的死敵狼隊，5月13日首回合作客憑菲臘斯梅開二度僅勝3-2，5月16日次回合主場菲臘斯一箭定江山，1-0小勝，兩回合累計4-2晉級溫布萊決賽。5月28日決賽不幸0-1僅負於打比郡，未能重返超級聯賽。 季後菲臘斯進行足踝小手術。
2007/08年球季展開，2007年9月30日主場5-1擊敗昆士柏流浪，菲臘斯射入兩球，領隊托尼·莫布雷（Tony Mowbray）認為兩名攻擊球員菲臘斯及伊斯美·米拿（Ishmael Miller）可互補不足。菲臘斯獲選入「冠軍聯賽每周陣容」。
菲臘斯開季7場射入6球，銳不可當。10月初菲臘斯因膝傷缺陣兩場，初步檢驗沒有大問題而恢復操練。11月6日主場對錫周三，下半場頭球建功後因膝傷需用擔架抬離場。休戰6周直到12月15日主場對查爾頓才復出，下半場替補上場即獲一球進帳。復出後4場射入5球，獲頒12月份「冠軍聯賽每月最佳球員」。2008年1月12日作客升級競爭對手侯城，開賽僅2分鐘便先開紀錄，再加一球助攻，3-1獲勝協助西布朗重返榜首。菲臘斯再入選「冠軍聯賽每周陣容」。
2008年3月3日「2008年足球聯賽頒獎禮」（Football League Awards）在倫敦舉行，菲臘斯獲得球員最高榮譽的「冠軍聯賽年度最佳球員」，托尼·莫布雷認為菲臘斯是『天生具有敏銳觸覺及視野的入球者』。3月13日主場1-1賽和水晶宮，菲臘斯首開紀錄的入球是其個人聯賽第200個入球。季末西布朗與菲臘斯商談續約，菲臘斯要求兩年合約，但西布朗希望續簽一年死約加一年生約，菲臘斯透露沒有離隊意圖，將在季後才能確定續約條件。西布朗的球迷將在球季最後一戰作客昆士柏流浪時穿著超级英雄服飾以表揚綽號「超級奇夫」（Super Kev）的菲臘斯對球隊的貢獻。
2008年5月4日，西布罗姆维奇在联赛最后一轮以2-0击败昆士柏流浪，获得英冠联赛冠军，将在2008/09赛季出现在英超赛场上。而菲利普斯也以22球成为了球队的最佳射手，在联赛射手榜上则同錫菲聯的比亞堤并列第2名。

### 伯明翰城
在西布朗兩年的合約結束後，菲臘斯希望再續約兩年，但因年齡問題，西布朗只能提供一份一年合約，如期間上陣或超過19場聯賽，可再續簽一年，菲臘斯拒絕接受。2008年7月9日轉投英冠聯的伯明翰城，簽約兩年。2008/09年球季揭幕戰對，菲臘斯下半場後補上陣，在完場前受傷補時射入，協助伯明翰城1-0旗開得勝。在接下來對修咸頓及班士利連續兩場比賽均取得入球。11月21日作客史雲斯，在半場落後1-2，菲臘斯後補入替梅開二度反勝3-2，而在菲臘斯取得入球的7場比賽，伯明翰城均獲勝而回。2009年2月中，已射入13球的菲臘斯在2-0擊敗諾定咸森林時觸傷腿後腱，需要缺陣三星期，在他養傷時，澳洲A-League球隊珀斯光輝透露有意邀請加盟。傷愈復出的菲臘斯只在對狼隊時獲派上陣，其餘各場均只列後備，未能取得入球，菲臘斯對缺乏出場時間感到困惑，直到5月3日英冠聯賽煞科日，復任正選的菲臘斯在作客對雷丁時射入成2-0，是他本季第14個入球，使他成為伯明翰城本季的首席射手，最終伯明翰城2-1獲勝，獲得聯賽亞軍及最後一個自動升級英超的席位，連續兩年為不同球隊取得升級資格。升班後年歲已高的菲臘斯在競爭劇烈的英超只能擔任板凳球員，上陣24場中有20場後補入替，仍可取得重要入球，合共有4球斬獲，成為球隊的「後備殺手」。於2010年6月18日獲球隊續約一年。2011年2月27日伯明翰城在溫布萊球場於聯賽盃決賽迎戰阿仙奴，爆冷門以2-1獲勝，菲臘斯擔任沒有上陣的替補球員，取得個人首面盃賽冠軍獎牌。2011年5月27日於伯明翰城降班英冠後，菲臘斯成為6名遭放棄的球員之一。

### 黑池
2011年7月10日菲臘斯以自由身轉投剛降班返回英冠的黑池，已達37歲高齡獲提供一年合約，並可優先續約12個月。

## 國家隊
雖然菲臘斯在球會級水平獲得成功，但在8次代表英格蘭出賽卻沒有取得入球，更未嘗踢足一場90分鐘的比賽。1999年4月28日菲臘斯首披英格蘭戰衣出戰匈牙利。菲臘斯獲奇雲·基瑾選入2000年歐洲國家盃的決賽周大軍，但在3場分組賽中只能屈居沒有上場的後備。菲臘斯最後一次代表英格蘭於2002年2月13日出戰荷蘭。

## 榮譽

### 球隊
新特蘭
- 英格蘭甲組足球聯賽《第二級》冠軍：1998/99年；

西布朗
- 英格蘭足球冠軍聯賽冠軍：2007/08年；

伯明翰城
- 英格蘭足球冠軍聯賽亞軍：2008/09年；
- 英格蘭聯賽盃冠軍：2010/11年；

### 個人
- 歐洲金靴獎：1999/00年；
- 英超聯賽最佳射手：1999/00年；
- 湯·芬尼爵士大獎：2015年；

## 私人生活
菲臘斯娶茱莉（Julie）為妻，兩人共育有4名子女，包括美妮（Millie）、雙胞胎的泰比（Toby）及泰亞（Tia）和阿尔菲（Alfie）。

## 職業生涯數據
數據截至2012年6月4日 (一)
| 球會       | 球季      | 聯賽 | 聯賽 | 聯賽 | 盃賽 | 盃賽 | 聯賽盃 | 聯賽盃 | 歐洲賽 | 歐洲賽 | 合計 | 合計 |
| 球會       | 球季      | 聯賽 | 上陣 | 入球 | 上陣 | 入球 | 上陣   | 入球   | 上陣   | 入球   | 上陣 | 入球 |
| ---------- | --------- | ---- | ---- | ---- | ---- | ---- | ------ | ------ | ------ | ------ | ---- | ---- |
| 屈福特     | 1994–95   | 英甲 | 16   | 9    | -    | -    | -      | -      |        |        | 16   | 9    |
| 屈福特     | 1995–96   | 英甲 | 27   | 11   | 2    | 0    | 2      | 1      |        |        | 31   | 12   |
| 屈福特     | 1996–97   | 英乙 | 16   | 4    | -    | -    | -      | -      |        |        | 16   | 4    |
| 合計       | 1994-1997 |      | 59   | 24   | 2    | 0    | 2      | 1      |        |        | 63   | 25   |
| 新特蘭     | 1997-98   | 英甲 | 46   | 31   | 2    | 4    | -      | -      |        |        | 48   | 35   |
| 新特蘭     | 1998-99   | 英甲 | 26   | 23   | 1    | 0    | 5      | 2      |        |        | 32   | 25   |
| 新特蘭     | 1999-2000 | 英超 | 36   | 30   | 2    | 0    | -      | -      |        |        | 38   | 30   |
| 新特蘭     | 2000-01   | 英超 | 34   | 14   | 4    | 2    | 4      | 2      |        |        | 42   | 18   |
| 新特蘭     | 2001-02   | 英超 | 37   | 11   | 1    | 1    | 1      | 1      |        |        | 39   | 13   |
| 新特蘭     | 2002-03   | 英超 | 32   | 6    | 4    | 3    | -      | -      |        |        | 36   | 9    |
| 合計       | 1997-2003 |      | 211  | 115  | 14   | 10   | 10     | 5      |        |        | 235  | 130  |
| 修咸頓     | 2003-04   | 英超 | 34   | 12   | 1    | 0    | -      | -      | 2      | 1      | 37   | 13   |
| 修咸頓     | 2004-05   | 英超 | 30   | 10   | 4    | 2    | 2      | 1      |        |        | 36   | 13   |
| 合計       | 2003-2005 |      | 64   | 22   | 5    | 2    | 2      | 1      | 2      | 1      | 73   | 26   |
| 阿士東維拉 | 2005-06   | 英超 | 23   | 4    | 2    | 0    | 2      | 1      |        |        | 27   | 5    |
| 合計       | 2005-2006 |      | 23   | 4    | 2    | 0    | 2      | 1      |        |        | 27   | 5    |
| 西布朗     | 2006-07   | 英冠 | 39   | 19   | 3    | 3    | 1      | 0      |        |        | 43   | 22   |
| 西布朗     | 2007-08   | 英冠 | 35   | 22   | 3    | 2    | -      | -      |        |        | 38   | 24   |
| 合計       | 2006-2008 |      | 74   | 41   | 6    | 5    | 1      | 0      |        |        | 81   | 46   |
| 伯明翰     | 2008-09   | 英冠 | 36   | 14   | 0    | 0    | 2      | 0      |        |        | 38   | 14   |
| 伯明翰     | 2009-10   | 英超 | 19   | 4    | 4    | 0    | 1      | 0      |        |        | 24   | 4    |
| 伯明翰     | 2010-11   | 英超 | 14   | 1    | 4    | 2    | 2      | 1      |        |        | 20   | 4    |
| 合計       | 2008-2011 |      | 69   | 19   | 8    | 2    | 5      | 1      |        |        | 82   | 22   |
| 黑池       | 2011-12   | 英冠 | 36   | 16   | 4    | 1    | 0      | 0      | 0      | 0      | 40   | 17   |
| 合計       | 2011-2012 |      | 36   | 16   | 4    | 1    | 0      | 0      | 0      | 0      | 40   | 17   |
| 生涯總計   | 1994-2012 |      | 536  | 241  | 41   | 20   | 22     | 9      | 2      | 1      | 601  | 271  |

- 以上數據包括聯賽附加賽數據。

## 註腳
1. ↑  .   [2008-04-28]. （原始内容存档于2014-04-08）.
2. ↑  .   [2008-04-29]. （原始内容存档于2015-05-30）.
3. ↑  Phillips is hoping not to pay the promotion penalty[]
4. ↑  .   [2008-04-26]. （原始内容存档于2023-08-28）.
5. ↑  .   [2008-04-30]. （原始内容存档于2003-12-23）.
6. ↑  .   [2008-04-30]. （原始内容存档于2003-12-23）.
7. ↑  .   [2008-04-30]. （原始内容存档于2015-05-30）.
8. ↑  .   [2008-04-30]. （原始内容存档于2016-03-07）.
9. ↑  .   [2008-04-30]. （原始内容存档于2015-05-30）.
10. ↑  .   [2008-04-30]. （原始内容存档于2002-12-31）.
11. ↑  .   [2008-04-30]. （原始内容存档于2015-05-30）.
12. ↑  .   [2008-04-30]. （原始内容存档于2004-04-15）.
13. ↑  .   [2008-04-30]. （原始内容存档于2003-12-21）.
14. ↑  .   [2008-04-30]. （原始内容存档于2004-05-23）.
15. ↑  .   [2008-04-30]. （原始内容存档于2004-04-29）.
16. ↑  .   [2008-04-30]. （原始内容存档于2004-05-18）.
17. ↑  .   [2008-04-30]. （原始内容存档于2004-04-20）.
18. ↑  .   [2008-04-30]. （原始内容存档于2002-11-12）.
19. ↑  .   [2008-04-30]. （原始内容存档于2004-06-05）.
20. ↑  .   [2008-04-30]. （原始内容存档于2002-12-21）.
21. ↑  .   [2008-04-30]. （原始内容存档于2002-12-28）.
22. ↑  .   [2008-04-30]. （原始内容存档于2002-12-21）.
23. ↑  .   [2008-04-30]. （原始内容存档于2004-07-10）.
24. ↑  .   [2008-04-30]. （原始内容存档于2015-05-30）.
25. ↑  .   [2008-04-30]. （原始内容存档于2017-08-04）.
26. ↑  .   [2008-04-30]. （原始内容存档于2014-01-16）.
27. ↑  .   [2008-04-30]. （原始内容存档于2015-05-30）.
28. ↑  .   [2008-04-30]. （原始内容存档于2015-05-30）.
29. ↑  .   [2008-04-30]. （原始内容存档于2014-04-13）.
30. ↑  .   [2008-04-30]. （原始内容存档于2003-08-10）.
31. ↑  .   [2008-04-30]. （原始内容存档于2015-05-30）.
32. ↑  .   [2008-04-30]. （原始内容存档于2003-09-30）.
33. ↑  .   [2008-04-30]. （原始内容存档于2003-08-01）.
34. ↑  .   [2008-04-30]. （原始内容存档于2003-11-02）.
35. ↑  .   [2008-04-26]. （原始内容存档于2004-07-16）.
36. ↑  .   [2008-04-29]. （原始内容存档于2003-08-15）.
37. ↑  .   [2008-04-29]. （原始内容存档于2015-05-30）.
38. ↑  .   [2008-04-29]. （原始内容存档于2015-05-30）.
39. ↑  .   [2008-04-29]. （原始内容存档于2003-10-14）.
40. ↑  .   [2008-04-29]. （原始内容存档于2009-08-10）.
41. ↑  .   [2008-04-29]. （原始内容存档于2004-07-13）.
42. ↑  .   [2008-04-29]. （原始内容存档于2003-10-09）.
43. ↑  .   [2008-04-29]. （原始内容存档于2003-12-16）.
44. ↑  .   [2008-04-29]. （原始内容存档于2015-05-30）.
45. ↑  .   [2008-04-29]. （原始内容存档于2004-01-02）.
46. ↑  .   [2008-04-29]. （原始内容存档于2015-05-30）.
47. ↑  .   [2008-04-29]. （原始内容存档于2004-07-19）.
48. ↑  .   [2008-04-29]. （原始内容存档于2015-05-30）.
49. ↑  .   [2008-04-29]. （原始内容存档于2004-01-17）.
50. ↑  .   [2008-04-29]. （原始内容存档于2014-07-24）.
51. ↑  .   [2008-04-29]. （原始内容存档于2015-05-30）.
52. ↑  .   [2008-04-29]. （原始内容存档于2004-04-21）.
53. ↑  .   [2008-04-29]. （原始内容存档于2004-04-11）.
54. ↑  .   [2008-04-29]. （原始内容存档于2004-06-17）.
55. ↑  .   [2008-04-29]. （原始内容存档于2009-12-14）.
56. ↑  .   [2008-04-29]. （原始内容存档于2015-01-08）.
57. ↑  .   [2008-04-29]. （原始内容存档于2015-05-30）.
58. ↑  .   [2008-04-29]. （原始内容存档于2015-05-30）.
59. ↑  .   [2008-04-29]. （原始内容存档于2009-04-27）.
60. ↑  .   [2008-04-29]. （原始内容存档于2015-05-30）.
61. ↑  .   [2008-04-29]. （原始内容存档于2015-05-30）.
62. ↑  .   [2008-04-29]. （原始内容存档于2015-05-30）.
63. ↑  .   [2008-04-26]. （原始内容存档于2017-08-03）.
64. ↑  .   [2008-04-29]. （原始内容存档于2015-05-30）.
65. ↑  .   [2008-04-29]. （原始内容存档于2015-05-30）.
66. ↑  .   [2008-04-29]. （原始内容存档于2015-05-30）.
67. ↑  .   [2008-04-29]. （原始内容存档于2010-04-25）.
68. ↑  .   [2008-04-29]. （原始内容存档于2005-12-15）.
69. ↑  .   [2008-04-29]. （原始内容存档于2015-05-30）.
70. ↑  .   [2008-04-29]. （原始内容存档于2009-01-16）.
71. ↑  .   [2008-04-28]. （原始内容存档于2015-05-30）.
72. ↑  .   [2008-04-26]. （原始内容存档于2006-09-07）.
73. ↑  .   [2008-04-28]. （原始内容存档于2015-05-30）.
74. ↑  .   [2008-04-28]. （原始内容存档于2007-03-04）.
75. ↑  .   [2008-04-28]. （原始内容存档于2008-04-12）.
76. ↑  .   [2008-04-28]. （原始内容存档于2014-04-27）.
77. ↑  .   [2008-04-28]. （原始内容存档于2008-05-16）.
78. ↑  .   [2008-04-28]. （原始内容存档于2017-08-01）.
79. ↑  .   [2008-04-28]. （原始内容存档于2007-10-07）.
80. ↑  .   [2008-04-28]. （原始内容存档于2007-10-17）.
81. ↑  .   [2008-04-28]. （原始内容存档于2015-05-30）.
82. ↑   (PDF).   [2008-04-26]. （原始内容存档 (PDF)于2007-11-29）.
83. ↑  .   [2008-04-28]. （原始内容存档于2007-10-18）.
84. ↑  .   [2008-04-28]. （原始内容存档于2007-11-09）.
85. ↑  .   [2008-04-29]. （原始内容存档于2015-05-30）.
86. ↑  .   [2008-04-29]. （原始内容存档于2007-12-16）.
87. ↑  .   [2008-04-29]. （原始内容存档于2008-01-15）.
88. ↑  .   [2008-04-29]. （原始内容存档于2008-01-15）.
89. ↑   (PDF).   [2008-04-26]. （原始内容存档 (PDF)于2008-02-28）.
90. ↑  .   [2008-04-26]. （原始内容存档于2008-03-02）.
91. ↑  Ageless Kevin Phillips fuels Albion's rise
92. ↑  .   [2008-04-29]. （原始内容存档于2008-03-15）.
93. ↑  .   [2008-04-29]. （原始内容存档于2008-04-15）.
94. ↑  .   [2008-04-29]. （原始内容存档于2008-04-30）.
95. ↑  .   [2008-04-26]. （原始内容存档于2012-05-03）.
96. ↑  .   [2008-07-10]. （原始内容存档于2015-05-30）.
97. ↑  （英文） Birmingham 1-0 Sheff Utd （页面存档备份，存于），2008年8月9日，BBC Sport，於2008年12月28日查閱
98. ↑  （英文） Swansea 2-3 Birmingham （页面存档备份，存于），2008年11月21日，BBC Sport，於2008年12月28日查閱
99. ↑  （英文） Phillips admires Blues battlers （页面存档备份，存于），2008年11月24日，BBC Sport，於2008年12月28日查閱
100. ↑  . BBC Sport. 2009-02-18  [2009-05-07]. （原始内容存档于2009-02-21） （英语）.
101. ↑  . BBC Sport. 2009-03-26  [2009-05-07]. （原始内容存档于2009-03-31） （英语）.
102. ↑  . BBC Sport. 2009-04-21  [2009-05-07]. （原始内容存档于2009-04-24） （英语）.
103. ↑  . BBC Sport.   [2009-05-04]. （原始内容存档于2009-02-11） （英语）.
104. ↑  . BBC Sport. 2009-05-03  [2009-05-04]. （原始内容存档于2016-01-13） （英语）.
105. ↑  . BBC Sport. 2010-06-18  [2011-07-11]. （原始内容存档于2011-05-31） （英语）.
106. ↑  . BBC Sport. 2011-02-27  [2011-07-11]. （原始内容存档于2020-01-08） （英语）.
107. ↑  . BBC Sport. 2011-05-27  [2011-07-11]. （原始内容存档于2011-11-24） （英语）.
108. ↑  . BBC Sport. 2011-07-10  [2011-07-11]. （原始内容存档于2011-09-23） （英语）.
109. ↑  .   [2008-04-26]. （原始内容存档于2012-02-04）.

## 外部連結
- 足球数据库：菲臘斯的球员统计数据
- 阿士東維拉球員簡介
- 英格蘭球員簡介（页面存档备份，存于）